# 3e étape du Tour d'Espagne 2003
Pour un article plus général, voir Tour d'Espagne 2003.
La 3e étape du Tour d'Espagne 2003 a eu lieu le 8 septembre 2003 entre la ville de Cangas de Onis et celle de Santander sur une distance de 154 km. Elle a été remportée par l'Italien Alessandro Petacchi Fassa Bortolo devant l'Allemand Erik Zabel (Telekom) et le Belge Tom Boonen (Quick Step-Davitamon). L'Espagnol Joaquim Rodríguez (ONCE-Eroski) conserve le maillot doré de leader du classement général à l'issue de l'étape.

## Déroulement

### Récit
L'étape du jour entre Cangas de Onis dans les Asturies et Santander en Cantabrie s'est déroulée principalement sous la pluie. L'échappée matinale est formé après le passage du premier grand prix de la montagne, l'Alto de la Rebolleda, que le maillot de meilleur grimpeur, Luis Pérez Rodríguez (Cofidis-Le Crédit par Téléphone) passe en tête. Elle est compose de deux Espagnols Angel Vicioso (ONCE-Eroski) et Constantino Zaballa (Kelme-Costa Blanca), le Vénézuélien Unai Etxebarria et le Suisse Beat Zberg (Rabobank). Ils ont jusqu'à un peu plus de trois minutes d'avance sur le peloton à 90 km de l'arrivée.
Au kilomètre 84, l'Australien Cadel Evans (Telekom) chute. Même s'il finit l'étape, une radiographie sera faite en fin de journée, montrant une fracture de la clavicule. Il ne prendra pas le départ le lendemain.
C'est à partir du ravitaillement que l'équipe du srpinteur italien Alessandro Petacchi, la Fassa Bortolo organise la poursuite pour faire baisser l'avance des fuyards. Ils sont repris à 25 kilomètre de l'arrivée. Malgré une dernière tentative de David De la Fuente (Vini Caldirola-Saunier Duval) à 14 kilomètres de l'arrivée, c'est un bien un sprint qui se jouera sur la ligne à Santander. C'est Petacchi qui la franchit en premier, devançant largement l'Allemand Erik Zabel (Telekom) et le Belge Tom Boonen (Quick Step-Davitamon).
Joaquim Rodriguez (ONCE) arrive dans le peloton et conserve son  maillot or de leader du classement général.

### Points distribués
| Sprint intermédiaire Balmori | Sprint intermédiaire Balmori | Sprint intermédiaire Balmori | Sprint intermédiaire Balmori | Sprint intermédiaire Balmori |
| ---------------------------- | ---------------------------- | ---------------------------- | ---------------------------- | ---------------------------- |
|                              | Coureur                      | Pays                         | Équipe                       | Point(s)                     |
| 1er                          | Constantino Zaballa          | Espagne                      | Kelme-Costa Blanca           | 4                            |
| 2e                           | Beat Zberg                   | Suisse                       | Rabobank                     | 2                            |
| 3e                           | Unai Etxebarria              | Venezuela                    | Euskaltel-Euskadi            | 1                            |
| modifier                     |                              |                              |                              |                              |

| Sprint intermédiaire San Vicente de la Barquera | Sprint intermédiaire San Vicente de la Barquera | Sprint intermédiaire San Vicente de la Barquera | Sprint intermédiaire San Vicente de la Barquera | Sprint intermédiaire San Vicente de la Barquera |
| ----------------------------------------------- | ----------------------------------------------- | ----------------------------------------------- | ----------------------------------------------- | ----------------------------------------------- |
|                                                 | Coureur                                         | Pays                                            | Équipe                                          | Point(s)                                        |
| 1er                                             | Constantino Zaballa                             | Espagne                                         | Kelme-Costa Blanca                              | 4                                               |
| 2e                                              | Beat Zberg                                      | Suisse                                          | Rabobank                                        | 2                                               |
| 3e                                              | Unai Etxebarria                                 | Venezuela                                       | Euskaltel-Euskadi                               | 1                                               |
| modifier                                        |                                                 |                                                 |                                                 |                                                 |

| Sprint intermédiaire Sarón | Sprint intermédiaire Sarón | Sprint intermédiaire Sarón | Sprint intermédiaire Sarón | Sprint intermédiaire Sarón |
| -------------------------- | -------------------------- | -------------------------- | -------------------------- | -------------------------- |
|                            | Coureur                    | Pays                       | Équipe                     | Point(s)                   |
| modifier                   |                            |                            |                            |                            |

| Arrivée d'étape Santander | Arrivée d'étape Santander   | Arrivée d'étape Santander | Arrivée d'étape Santander    | Arrivée d'étape Santander |
| ------------------------- | --------------------------- | ------------------------- | ---------------------------- | ------------------------- |
|                           | Coureur                     | Pays                      | Équipe                       | Point(s)                  |
| 1er                       | Alessandro Petacchi         | Italie                    | Fassa Bortolo                | 25                        |
| 2e                        | Erik Zabel                  | Allemagne                 | Telekom                      | 20                        |
| 3e                        | Tom Boonen                  | Belgique                  | Quick Step-Davitamon         | 16                        |
| 4e                        | Julian Dean                 | Nouvelle-Zélande          | CSC                          | 14                        |
| 5e                        | Giovanni Lombardi           | Italie                    | Domina Vacanze-Elitron       | 12                        |
| 6e                        | Ángel Edo                   | Espagne                   | Milaneza-MSS                 | 10                        |
| 7e                        | Ján Svorada                 | Tchéquie                  | Lampre                       | 9                         |
| 8e                        | Aliaksandr Usau             | Biélorussie               | Phonak Hearing Systems       | 8                         |
| 9e                        | Francisco Gutiérrez Álvarez | Espagne                   | Labarca-2-Café Baqué         | 7                         |
| 10e                       | Óscar Pereiro               | Espagne                   | Phonak Hearing Systems       | 6                         |
| 11e                       | Iñaki Isasi                 | Espagne                   | Euskaltel-Euskadi            | 5                         |
| 12e                       | Santiago Pérez              | Espagne                   | Phonak Hearing Systems       | 4                         |
| 13e                       | Ángel Vicioso               | Espagne                   | ONCE-Eroski                  | 3                         |
| 14e                       | Gianpaolo Mondini           | Italie                    | Domina Vacanze-Elitron       | 2                         |
| 15e                       | Simone Masciarelli          | Italie                    | Vini Caldirola-Saunier Duval | 1                         |
| modifier                  |                             |                           |                              |                           |

| Alto de la Rebolleda 3e catégorie | Alto de la Rebolleda 3e catégorie | Alto de la Rebolleda 3e catégorie | Alto de la Rebolleda 3e catégorie | Alto de la Rebolleda 3e catégorie |
| --------------------------------- | --------------------------------- | --------------------------------- | --------------------------------- | --------------------------------- |
|                                   | Coureur                           | Pays                              | Équipe                            | Point(s)                          |
| 1er                               | Luis Pérez Rodríguez              | Espagne                           | Cofidis-Le Crédit par Téléphone   | 6                                 |
| 2e                                | Felix Cardenas                    | Colombie                          | Labarca-2-Café Baqué              | 4                                 |
| 3e                                | David Millar                      | Espagne                           | Cofidis-Le Crédit par Téléphone   | 2                                 |
| 4e                                | Leonardo Piepoli                  | Espagne                           | iBanesto.com                      | 1                                 |
| modifier                          |                                   |                                   |                                   |                                   |

| Alto de la Montana 3e catégorie | Alto de la Montana 3e catégorie | Alto de la Montana 3e catégorie | Alto de la Montana 3e catégorie | Alto de la Montana 3e catégorie |
| ------------------------------- | ------------------------------- | ------------------------------- | ------------------------------- | ------------------------------- |
|                                 | Coureur                         | Pays                            | Équipe                          | Point(s)                        |
| 1er                             | Unai Etxebarria                 | Venezuela                       | Euskaltel-Euskadi               | 6                               |
| 2e                              | Beat Zberg                      | Suisse                          | Rabobank                        | 4                               |
| 3e                              | Constantino Zaballa             | Espagne                         | Kelme-Costa Blanca              | 2                               |
| 4e                              | Angel Vicioso                   | Espagne                         | ONCE-Eroski                     | 1                               |
| modifier                        |                                 |                                 |                                 |                                 |

## Classement de l'étape
| \| Classement de l'étape \| Classement de l'étape \| Classement de l'étape \| Classement de l'étape \| Classement de l'étape \| \| Coureur \| Coureur \| Pays \| Équipe \| Temps \| \| --------------------- \| --------------------------- \| --------------------- \| ---------------------- \| --------------------- \| \| 1er \| Alessandro Petacchi \| Italie \| Fassa Bortolo \| 3 h 24 min 13 s \| \| 2e \| Erik Zabel \| Allemagne \| Telekom \| + 0 s \| \| 3e \| Tom Boonen \| Belgique \| Quick Step-Davitamon \| + 0 s \| \| 4e \| Julian Dean \| Nouvelle-Zélande \| CSC \| + 0 s \| \| 5e \| Giovanni Lombardi \| Italie \| Domina Vacanze-Elitron \| + 0 s \| \| 6e \| Ángel Edo \| Espagne \| Milaneza-MSS \| + 0 s \| \| 7e \| Ján Svorada \| Tchéquie \| Lampre \| + 0 s \| \| 8e \| Aliaksandr Usau \| Biélorussie \| Phonak Hearing Systems \| + 0 s \| \| 9e \| Francisco Gutiérrez Álvarez \| Espagne \| Labarca-2-Café Baqué \| + 0 s \| \| 10e \| Óscar Pereiro \| Espagne \| Phonak Hearing Systems \| + 0 s \| |                             |                  |                        |                 |
| |                             |                  |                        |                 |
| |                             |                  |                        |                 |
| Classement de l'étape |                             |                  |                        |                 |
| Coureur | Coureur                     | Pays             | Équipe                 | Temps           |
| 1er | Alessandro Petacchi         | Italie           | Fassa Bortolo          | 3 h 24 min 13 s |
| 2e | Erik Zabel                  | Allemagne        | Telekom                | + 0 s           |
| 3e | Tom Boonen                  | Belgique         | Quick Step-Davitamon   | + 0 s           |
| 4e | Julian Dean                 | Nouvelle-Zélande | CSC                    | + 0 s           |
| 5e | Giovanni Lombardi           | Italie           | Domina Vacanze-Elitron | + 0 s           |
| 6e | Ángel Edo                   | Espagne          | Milaneza-MSS           | + 0 s           |
| 7e | Ján Svorada                 | Tchéquie         | Lampre                 | + 0 s           |
| 8e | Aliaksandr Usau             | Biélorussie      | Phonak Hearing Systems | + 0 s           |
| 9e | Francisco Gutiérrez Álvarez | Espagne          | Labarca-2-Café Baqué   | + 0 s           |
| 10e | Óscar Pereiro               | Espagne          | Phonak Hearing Systems | + 0 s           |

## Classement général
| \| Classement général \| Classement général \| Classement général \| Classement général \| Classement général \| \| Coureur \| Coureur \| Pays \| Équipe \| Temps \| \| ------------------ \| ------------------------- \| ------------------ \| ----------------------------- \| ------------------ \| \| 1er \| Joaquim Rodríguez \| Espagne \| ONCE-Eroski \| 6 h 17 min 20 s \| \| 2e \| Igor González de Galdeano \| Espagne \| ONCE-Eroski \| + 0 s \| \| 3e \| Isidro Nozal \| Espagne \| ONCE-Eroski \| + 0 s \| \| 4e \| Marcos Serrano \| Espagne \| ONCE-Eroski \| + 0 s \| \| 5e \| Manuel Beltrán \| Espagne \| US Postal Service-Berry Floor \| + 10 s \| \| 6e \| Roberto Heras \| Espagne \| US Postal Service-Berry Floor \| + 10 s \| \| 7e \| Unai Osa \| Espagne \| iBanesto.com \| + 24 s \| \| 8e \| Aitor Osa \| Espagne \| iBanesto.com \| + 24 s \| \| 9e \| Francisco Mancebo \| Espagne \| iBanesto.com \| + 24 s \| \| 10e \| Juan Miguel Mercado \| Espagne \| iBanesto.com \| + 24 s \| |                           |         |                               |                 |
| |                           |         |                               |                 |
| |                           |         |                               |                 |
| Classement général |                           |         |                               |                 |
| Coureur | Coureur                   | Pays    | Équipe                        | Temps           |
| 1er | Joaquim Rodríguez         | Espagne | ONCE-Eroski                   | 6 h 17 min 20 s |
| 2e | Igor González de Galdeano | Espagne | ONCE-Eroski                   | + 0 s           |
| 3e | Isidro Nozal              | Espagne | ONCE-Eroski                   | + 0 s           |
| 4e | Marcos Serrano            | Espagne | ONCE-Eroski                   | + 0 s           |
| 5e | Manuel Beltrán            | Espagne | US Postal Service-Berry Floor | + 10 s          |
| 6e | Roberto Heras             | Espagne | US Postal Service-Berry Floor | + 10 s          |
| 7e | Unai Osa                  | Espagne | iBanesto.com                  | + 24 s          |
| 8e | Aitor Osa                 | Espagne | iBanesto.com                  | + 24 s          |
| 9e | Francisco Mancebo         | Espagne | iBanesto.com                  | + 24 s          |
| 10e | Juan Miguel Mercado       | Espagne | iBanesto.com                  | + 24 s          |

## Classements annexes
| Classement par points | Classement par points     | Classement par points | Classement par points           | Classement par points |
| Coureur               | Coureur                   | Pays                  | Équipe                          | Points                |
| --------------------- | ------------------------- | --------------------- | ------------------------------- | --------------------- |
| 1er                   | Joaquim Rodríguez         | Espagne               | ONCE-Eroski                     | 32 pts                |
| 2e                    | Igor González de Galdeano | Espagne               | ONCE-Eroski                     | 30 pts                |
| 3e                    | Luis Pérez Rodríguez      | Espagne               | Cofidis-Le Crédit par Téléphone | 25 pts                |
| 4e                    | Alessandro Petacchi       | Italie                | Fassa Bortolo                   | 25 pts                |
| 5e                    | Carlos Sastre             | Espagne               | CSC                             | 20 pts                |

| Classement par points | Classement par points     | Classement par points | Classement par points           | Classement par points |
| Coureur               | Coureur                   | Pays                  | Équipe                          | Points                |
| --------------------- | ------------------------- | --------------------- | ------------------------------- | --------------------- |
| 1er                   | Joaquim Rodríguez         | Espagne               | ONCE-Eroski                     | 32 pts                |
| 2e                    | Igor González de Galdeano | Espagne               | ONCE-Eroski                     | 30 pts                |
| 3e                    | Luis Pérez Rodríguez      | Espagne               | Cofidis-Le Crédit par Téléphone | 25 pts                |
| 4e                    | Alessandro Petacchi       | Italie                | Fassa Bortolo                   | 25 pts                |
| 5e                    | Carlos Sastre             | Espagne               | CSC                             | 20 pts                |

| Classement de la montagne | Classement de la montagne | Classement de la montagne | Classement de la montagne       | Classement de la montagne |
| Coureur                   | Coureur                   | Pays                      | Équipe                          | Points                    |
| ------------------------- | ------------------------- | ------------------------- | ------------------------------- | ------------------------- |
| 1er                       | Luis Pérez Rodríguez      | Espagne                   | Cofidis-Le Crédit par Téléphone | 22 pts                    |
| 2e                        | Félix Cárdenas            | Colombie                  | Labarca-2-Café Baqué            | 12 pts                    |
| 3e                        | Carlos Sastre             | Espagne                   | CSC                             | 12 pts                    |
| 4e                        | César García              | Espagne                   | Labarca-2-Café Baqué            | 10 pts                    |
| 5e                        | Unai Etxebarria           | Venezuela                 | Euskaltel-Euskadi               | 10 pts                    |

| Classement de la montagne | Classement de la montagne | Classement de la montagne | Classement de la montagne       | Classement de la montagne |
| Coureur                   | Coureur                   | Pays                      | Équipe                          | Points                    |
| ------------------------- | ------------------------- | ------------------------- | ------------------------------- | ------------------------- |
| 1er                       | Luis Pérez Rodríguez      | Espagne                   | Cofidis-Le Crédit par Téléphone | 22 pts                    |
| 2e                        | Félix Cárdenas            | Colombie                  | Labarca-2-Café Baqué            | 12 pts                    |
| 3e                        | Carlos Sastre             | Espagne                   | CSC                             | 12 pts                    |
| 4e                        | César García              | Espagne                   | Labarca-2-Café Baqué            | 10 pts                    |
| 5e                        | Unai Etxebarria           | Venezuela                 | Euskaltel-Euskadi               | 10 pts                    |

| Classement du combiné | Classement du combiné     | Classement du combiné | Classement du combiné           | Classement du combiné |
| Coureur               | Coureur                   | Pays                  | Équipe                          | Points                |
| --------------------- | ------------------------- | --------------------- | ------------------------------- | --------------------- |
| 1er                   | Luis Pérez Rodríguez      | Espagne               | Cofidis-Le Crédit par Téléphone | 15 pts                |
| 2e                    | Igor González de Galdeano | Espagne               | ONCE-Eroski                     | 19 pts                |
| 3e                    | Joaquim Rodríguez         | Espagne               | ONCE-Eroski                     | 20 pts                |
| 4e                    | Isidro Nozal              | Espagne               | ONCE-Eroski                     | 23 pts                |
| 5e                    | Marcos Serrano            | Espagne               | ONCE-Eroski                     | 42 pts                |

| Classement du combiné | Classement du combiné     | Classement du combiné | Classement du combiné           | Classement du combiné |
| Coureur               | Coureur                   | Pays                  | Équipe                          | Points                |
| --------------------- | ------------------------- | --------------------- | ------------------------------- | --------------------- |
| 1er                   | Luis Pérez Rodríguez      | Espagne               | Cofidis-Le Crédit par Téléphone | 15 pts                |
| 2e                    | Igor González de Galdeano | Espagne               | ONCE-Eroski                     | 19 pts                |
| 3e                    | Joaquim Rodríguez         | Espagne               | ONCE-Eroski                     | 20 pts                |
| 4e                    | Isidro Nozal              | Espagne               | ONCE-Eroski                     | 23 pts                |
| 5e                    | Marcos Serrano            | Espagne               | ONCE-Eroski                     | 42 pts                |

| Classement par équipes | Classement par équipes        | Classement par équipes | Classement par équipes |
| Équipe                 | Équipe                        | Pays                   | Temps                  |
| ---------------------- | ----------------------------- | ---------------------- | ---------------------- |
| 1re                    | ONCE-Eroski                   | Espagne                | 22 h 12 min 00 s       |
| 2e                     | iBanesto.com                  | Espagne                | + 1 min 12 s           |
| 3e                     | US Postal Service-Berry Floor | États-Unis             | + 1 min 45 s           |
| 4e                     | Euskaltel-Euskadi             | Espagne                | + 2 min 30 s           |
| 5e                     | Kelme-Costa Blanca            | Espagne                | + 2 min 30 s           |

| Classement par équipes | Classement par équipes        | Classement par équipes | Classement par équipes |
| Équipe                 | Équipe                        | Pays                   | Temps                  |
| ---------------------- | ----------------------------- | ---------------------- | ---------------------- |
| 1re                    | ONCE-Eroski                   | Espagne                | 22 h 12 min 00 s       |
| 2e                     | iBanesto.com                  | Espagne                | + 1 min 12 s           |
| 3e                     | US Postal Service-Berry Floor | États-Unis             | + 1 min 45 s           |
| 4e                     | Euskaltel-Euskadi             | Espagne                | + 2 min 30 s           |
| 5e                     | Kelme-Costa Blanca            | Espagne                | + 2 min 30 s           |